# Алийи, Насер
Насер Исмаил Алийи (макед. Naser Aliji; родился 27 декабря, 1993 года, Куманово, Республика Македония) — албанский футболист македонского происхождения, защитник клуба «Волунтари» и сборной Албании.

## Клубная карьера
Алийи родился в семье албанцев в городе Куманово (Македония). В возрасте четырёх лет вместе с семьёй переехал в швейцарский город Баден, где и начал заниматься футболом. В 2008 году перешёл в академию «Базеля». Играя за молодёжные команды «Базеля» неоднократно получал индивидуальные награды. 16 марта 2014 года в матче против «Арау» дебютировал в чемпионате Швейцарии. В сезоне 2013/14 помог команде выиграть национальный чемпионат, а также выйти в финал национального кубка. 19 июля того же года в матче против «Арау» забил первый гол за «Базель».
В январе 2015 года был отдан в годовую аренду в «Вадуц». В составе «Вадуца» стал обладателем кубка Лихтенштейна в сезоне 2014/15.

## Карьера в сборной
Алийи был заигран за молодёжные сборные Швейцарии. 5 марта 2015 года вместе с Арлиндом Айети получил албанский паспорт, став первым игроком, родившимся в Македонии и начавшим играть за сборную Албании. И уже 13 июня 2015 года в товарищеском матче против сборной Франции дебютировал за первую команду.

## Достижения
Командные
«Базель»
- Чемпионат Швейцарии по футболу — 2013/14, 2014/15, 2015/16
- Финалист кубка Швейцарии — 2013/14

«Вадуц»
- Обладатель кубка Лихтенштейна — 2014/15